# 오라녜나사우 공자 플로리스 반 볼렌호벤
오라녜나사우 공자 플로리스 반 볼렌호벤(Prince Floris Frederik Martijn of Orange-Nassau, van Vollenhoven, 1975년 4월 10일 ~ )은 네덜란드 공주 마르흐릿과 피터르 반 볼렌호벤 사이에서 태어난 넷째 아들이다.
플로리스 왕자는 세 명의 형들이 있다: 마우리츠 왕자, 베른하르트 왕자, 피터르크리스티안